# Jacqueline Thiédot
Jacqueline Thiédot, née le 7 juin 1925 à Lyon et morte le 13 octobre 2017 à Montmorency (Val-d'Oise),, est une monteuse française.

## Biographie
Jacqueline Thiédot est ancienne élève de l'IDHEC, deuxième promotion entrée en 1944.

## Filmographie
- 1954 : Poisson d'avril de Gilles Grangier
- 1955 : Gas-oil de Gilles Grangier
- 1956 : Courte Tête de Norbert Carbonnaux
- 1957 : Mort en fraude de Marcel Camus
- 1957 : Retour de manivelle de Denys de La Patellière
- 1958 : Le Temps des œufs durs de Norbert Carbonnaux
- 1958 : Les Grandes Familles de Denys de La Patellière
- 1959 : Archimède le clochard de Gilles Grangier
- 1959 : Rue des prairies de Denys de La Patellière
- 1960 : Un taxi pour Tobrouk de Denys de La Patellière
- 1960 : Une gueule comme la mienne
- 1960 : L'Ours de Edmond Séchan
- 1961 : Le cave se rebiffe de Gilles Grangier
- 1962 : Le Bateau d'Émile de Denys de La Patellière
- 1965 : L'Arme à gauche de Claude Sautet
- 1965 : La Fabuleuse Aventure de Marco Polo de Denys de La Patellière et Noël Howard
- 1965 : Les Bons Vivants de Gilles Grangier et Georges Lautner
- 1966 : Via Macao de Jean Leduc
- 1967 : J'ai tué Raspoutine de Robert Hossein
- 1968 : Adolphe ou l'Âge tendre de Bernard Toublanc-Michel
- 1969 : La Bande à Bonnot de Philippe Fourastié
- 1970 : Les Choses de la vie de Claude Sautet
- 1971 : Franz de Jacques Brel
- 1971 : Max et les Ferrailleurs de Claude Sautet
- 1972 : César et Rosalie de Claude Sautet
- 1973 : Le Far West de Jacques Brel
- 1974 : Vive la France de Michel Audiard
- 1974 : Vincent, François, Paul... et les autres de Claude Sautet
- 1975 : Le Malin Plaisir de Bernard Toublanc-Michel
- 1975 : Le Gitan de José Giovanni
- 1976 : Mado de Claude Sautet
- 1978 : Une histoire simple de Claude Sautet
- 1979 : Les Égouts du paradis de José Giovanni
- 1979 : Gros-Câlin de Jean-Pierre Rawson
- 1980 : Rodriguez au pays des merguez de Philippe Clair
- 1980 : Un mauvais fils de Claude Sautet
- 1981 : Viens chez moi, j'habite chez une copine de Patrice Leconte
- 1982 : Ma femme s'appelle reviens de Patrice Leconte
- 1982 : Un matin rouge
- 1982 : Mon curé chez les nudistes de Robert Thomas
- 1983 : Le Ruffian de José Giovanni
- 1983 : Mon curé chez les Thaïlandaises de Robert Thomas
- 1983 : Garçon ! de Claude Sautet
- 1984 : Le Léopard de Jean-Claude Sussfeld
- 1984 : Les Brésiliennes du bois de Boulogne de Robert Thomas
- 1985 : Signé Charlotte de Caroline Huppert
- 1986 : Black Mic-Mac de Thomas Gilou
- 1987 : Si tu vas à Rio... tu meurs de Philippe Clair
- 1988 : Quelques jours avec moi de Claude Sautet
- 1988 : Mon ami le traître de José Giovanni
- 1989 : Comédie d'amour de Jean-Pierre Rawson
- 1991 : Les Fleurs du mal
- 1992 : Un cœur en hiver de Claude Sautet
- 1995 : Nelly et Monsieur Arnaud de Claude Sautet